# Funaria gracilis
Funaria gracilis là một loài Rêu trong họ Funariaceae. Loài này được (Hook. f. & Wilson) Broth. mô tả khoa học đầu tiên năm 1903.